# Złotniki Grzybowe
Złotniki Grzybowe – przystanek kolejowy w Złotnikach w powiecie poznańskim, leżący na szlaku kolejowym Piła – Poznań. Uruchomienie przystanku nastąpiło 15 grudnia 2019 r.

## Ruch pasażerski
| Rok  | Wymiana pasażerska na dobę |
| ---- | -------------------------- |
| 2017 | –                          |
| 2022 | 100-149                    |